# Minimelanolocus rousselianus
Minimelanolocus rousselianus är en svampart som först beskrevs av Jean François Montagne, och fick sitt nu gällande namn av R.F. Castañeda & Heredia 2001. Minimelanolocus rousselianus ingår i släktet Minimelanolocus, divisionen sporsäcksvampar och riket svampar.   Inga underarter finns listade i Catalogue of Life.